# Tissey
Tissey é uma comuna francesa na região administrativa de Borgonha-Franco-Condado, no departamento de Yonne. Estende-se por uma área de 6,05 km². Em 2010 a comuna tinha 107 habitantes (densidade: 17,7 hab./km²).